# الفقر في كوريا الشمالية
ينتشر الفقر في كوريا الشمالية على نطاق واسع، على الرغم من صعوبة الحصول على إحصاءات موثوقة بسبب الافتقار إلى الأبحاث الموثوقة والرقابة المتفشية والتلاعب الإعلامي المكثف في كوريا الشمالية.
الفقر في كوريا الشمالية تكرر على نطاق واسع من قبل مصادر وسائل الإعلام الغربية  حيث أشارت الأغلبية إلى المجاعة التي أثرت على البلاد في منتصف التسعينيات. ويشير تقرير صدر عام 2006 إلى أن كوريا الشمالية تحتاج إلى ما يقدر بنحو 5.3 مليون طن من الحبوب سنوياً في حين تحصد ما يقدر بنحو 4.5 مليون طن فقط، وبالتالي تعتمد على المساعدات الخارجية للتغلب على العجز. لا يزال المجاعة يمثل مشكلة نظامية. وفي عام 2021، وردت تقارير عن مجاعة واسعة النطاق في كوريا الشمالية.

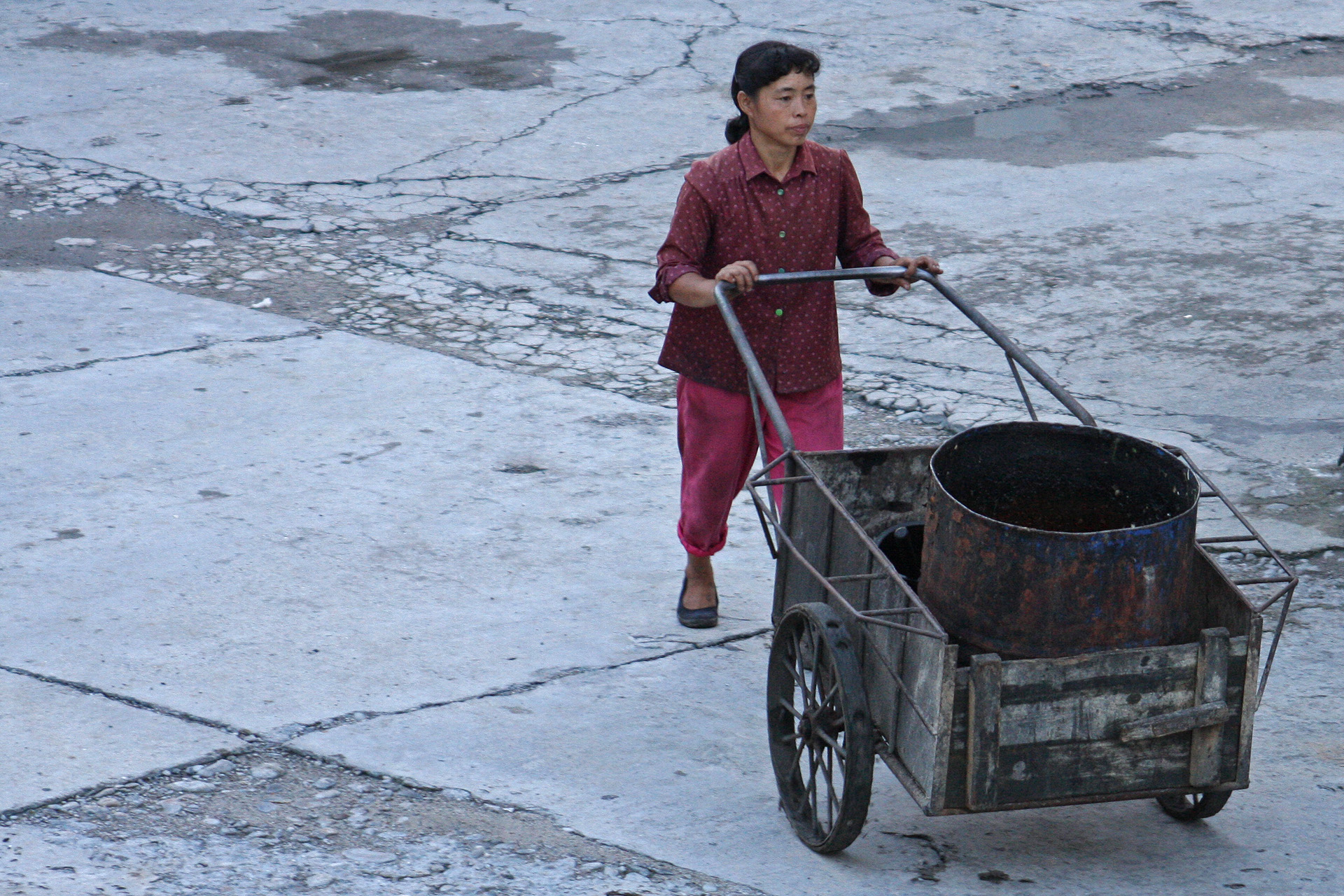
الفقر في كوريا الشمالية

تشير التقديرات إلى أن 60% من إجمالي سكان كوريا الشمالية يعيشون تحت خط الفقر في عام 2020.